# Clementine (film)
Clementine är en sydkoreansk-amerikansk actionfilm från 2004 i regi av De-Yeong Kim. I denna film gästskådespelar Steven Seagal som slagsmålskämpen Jack Miller i 10 minuter.

## Roller (i urval)
- Dong-jun Lee - Kim (as Jun Lee)
- Steven Seagal - Jack Miller